# Jaderná elektrárna Sidi Kreir
Jaderná elektrárna Sidi Kreir (arabsky محطة سيدي كرير للطاقة النووية‎) byla plánovaná jaderná elektrárna v Egyptě. Nacházet se měla asi 45 kilometrů západně od Alexandrie na egyptském pobřeží Středozemního moře. Přestože se o projektu uvažovalo již od 60. let, nikdy se nedostal přes fázi plánování a v roce 1981 byl projekt přesunut do El-Dabaa.

## Historie a technické informace

### Počátky
Vláda Egyptské arabské republiky 17. července 1964 poprvé oznámila, že 45 kilometrů západně od Alexandrie by mohla být postavena jaderná elektrárna o výkonu asi 150 MW. O stavbě reaktoru mělo být rozhodnuto do šesti týdnů. Tamní organizace pro jadernou energetiku byla požádána vládou, aby v oblasti našla vhodné místo. Jedno z možných umístění bylo asi 35 kilometrů západně od Alexandrie. Čtyři britští odborníci proto odcestovali do Egypta, aby našli místo a možná i další vhodná místa. Na straně expertní skupiny však existovaly obavy, zda by elektrárna mohla fungovat dostatečně ekonomicky, protože až polovinu energie by vyžadovalo samotné odsolování vody. Úkolem odsolovacího zařízení neměla být přeměna vody pro pitnou vodu, ale učinit poušť využitelnou pro zemědělství. Ročně by tak mohlo vzniknout 8 400 až 12 600 hektarů využitelné zemědělské půdy. Podle ministra pro urbanizaci pouště by továrna mohla vytvořit celkem 1,68 milionu vhodných hektarů mezi Alexandrií a Sallumem.

### Nabídka
O dodání reaktorů požádaly firmy General Electric, Westinghouse, Siemens, AEG a Atomenergoexport. Pokud by zakázka pro jednoho z uchazečů byla úspěšná, stavba dalších stejných reaktorů by byla jistá. V tuto chvíli však již v zemi byly finanční problémy, a proto byl projekt odložen o šest měsíců. Název místa byl uveden jako Sidi Kreir. Vzhledem k vývoji v zemi od roku 1975, podle kterého by mělo být v příštích 20 letech postaveno až deset jaderných reaktorů, byl projekt přepracován na reaktory s výkonem mezi 600 a 800 MW. Náklady na jadernou elektrárnu se měly pohybovat kolem 300 milionů dolarů a stavební práce měly být hotové do sedmi let. Společnost Westinghouse byla následně vybrána jako dodavatel tlakovodního reaktoru, který měl být postaven na klíč a měl mít stejnou konstrukci jako jaderná elektrárna Krško v Jugoslávii, dnes ve Slovinsku. Podmínky smlouvy byly téměř totožné. Spojené státy americké se však obávaly nedostatku vážnosti této smlouvy; nicméně poté, co Westinghouse začal plánovat elektrárnu, byla tato obvinění stažena. Obavy některých politiků však přetrvávaly, zejména když egyptská vláda kontaktovala Kanadu a projevila zájem o reaktory typu CANDU, jež mohly poskytnout prostředky na výrobu jaderných zbraní.

### Přemístění
V roce 1977 bylo zjištěno, že na místě se kříží dva tektonické zlomy, čímž vznikly pochybnosti o bezpečnosti této lokality. Kromě Sidi Kreir byly kolem roku 1978 vytipovány další dvě lokality pro jaderné elektrárny, včetně El Dabaa na pobřeží Středozemního moře a Zafrarana na pobřeží Rudého moře. Lokalita El Dabaa je v mnoha ohledech podobná Sidi Kreir, ale je seismicky klidnější a situovaná na pevném podloží. V roce 1978 začaly přípravné práce v El Dabaa. Samotný areál je dostatečně velký, aby pojal až čtyři reaktory. V Sidi Kreir se kvůli nejisté situaci zemětřesení a obavám z dopadů na životní prostředí a cestovní ruch objevil odpor mezi obyvatelstvem i v politice. V důsledku toho se naskytla příležitost přesunout projekt ze Sidi Kreir do El Dabaa. Až v roce 1981 byl projekt v Sidi Kreir opuštěn a přesunut do El Dabaa, oficiálně ani ne tak kvůli nebezpečí zemětřesení, jako kvůli obávanému izraelskému útoku na elektrárnu. Výsledné riziko radioaktivní kontaminace Alexandrie a oblastí kolem delty Nilu by bylo příliš velké.

## Informace o reaktorech
| Reaktor      | Typ reaktoru | Výkon | Výkon | Zahájení výstavby             | Připojení k síti              | Uvedení do provozu            | Uzavření |
| Reaktor      | Typ reaktoru | Čistý | Hrubý | Zahájení výstavby             | Připojení k síti              | Uvedení do provozu            | Uzavření |
| ------------ | ------------ | ----- | ----- | ----------------------------- | ----------------------------- | ----------------------------- | -------- |
| Sidi Kreir-1 |              |       |       | Plánování zrušeno v roce 1981 | Plánování zrušeno v roce 1981 | Plánování zrušeno v roce 1981 |          |
| Sidi Kreir-2 |              |       |       | Plánování zrušeno v roce 1981 | Plánování zrušeno v roce 1981 | Plánování zrušeno v roce 1981 |          |